# Vântul schimbării
Vântul schimbării (1983) (titlu original The Winds of Change and Other Stories) este o culegere de povestiri a scriitorului american Isaac Asimov.

## Conținut
- Despre nimic (About Nothing)
- O potrivire perfectă (A Perfect Fit)
- Convingere (Belief)
- Moartea unui Foy (Death of a Foy)
- Schimb cinstit? (Fair Exchange?)
- Pentru păsări (For the Birds)
- Ne-au găsit! (Found!)
- Bun gust (Good Taste)
- Cum s-a întâmplat (How It Happened)
- Ideile mor greu (Ideas Die Hard)
- Punct de aprindere! (Ignition Point!)
- Vine! (It Is Coming)
- Cel din urmă răspuns (The Last Answer)
- Ultima navetă (The Last Shuttle)
- Memorie interzisă (Lest We Remember)
- Nimic pentru nimic (Nothing for Nothing)
- Noaptea muzicii (One Night of Song)
- Surâsul păgubaș (The Smile That Loses)
- Absolut sigur (Sure Thing)
- Dintr-o privire (To Tell at a Glance)
- Vântul schimbării (The Winds of Change)

## Intriga

### Despre nimic
În 1975, Asimov a fost rugat să scrie o povestire care să încapă pe o carte poștală pentru un proiect care implica editarea unor "cărți poștale cu povestiri" similar "cărților poștale cu poze". Proiectul nu s-a mai materializat, iar povestirea a apărut în cele din urmă în numărul din vara anului 1977 al revistei Isaac Asimov's Science Fiction Magazine.
Un profesor descoperă o gaură neagră care urmează să se apropie de Pământ suficient de mult pentru a provoca distrugerea lui. În cele din urmă, se dovedește că respectivul corp cosmic nu era decât un asteroid vopsit în negru.

### O potrivire perfectă
Povestirea a fost scrisă în aprilie 1981 și a apărut pe 14 octombrie 1981 în EDN Magazine.
Textul prezintă o societate a viitorului în care incapacitatea de a folosi tehnologia computerizată este echivalentă cu ceea ce reprezenta analfabetismul în trecut.

### Convingere
Povesirea a fost publicată în numărul din octombrie 1953 al revistei Astounding Science Fiction, iar finalul ei a fost modificat pentru a fi pe placul editorului John W. Campbell. La data apariției acestei antologii, Asimov nu mai avea la dispoziție versiunea originală, dar aceasta a apărut ulterior în The Alternative Asimovs, demonstrând faptul că autorul era capabil să obțină două finaluri diferite și la fel de viabile pornind de la aceeași idee și acțiune.

### Moartea unui Foy
Povestirea a fost trimisă inițial revistei Isaac Asimov's Science Fiction Magazine care, în mod paradoxal, a respins-o ca necorespunzătoare. Autorul a trimis-o ulterior revistei The Magazine of Fantasy and Science Fiction, în care a apărut în numărul din octombrie 1980.

### Schimb cinstit?
Asimov a fost membru al Societății Gilbert & Sullivan din New York. La una dintre întâlnirile membrilor societății a fost adusă în discuție opereta Thespis, a cărei muzică s-a pierdut aproape în întregime. Asimov a scris o povestire legată de acest subiect, pe care a publicat-o în numărul din toamna anului 1979 al revistei Asimov's Science Fiction Adventure Magazine.
Un om călătorește în timp în 1971 pentru a recupera muzica operetei Thespis înainte ca aceasta să fie distrusă de Sullivan.

### Pentru păsări
Editorul unei reviste de modă i-a cerut lui Asimov să scrie o povestire despre un creator de modă, ceea ce autorul a făcut în noiembrie 1978. Revista nu a mai apărut, așa încât povestirea a apărut în numărul din mai 1980 al revistei Asimov's Science Fiction.
Charles Modine este un creator angajat de către o companie pentru a desena aripile folosite în habitatele spațiale recent construite. Creatorul de modă își îndeplinește misiunea și reușește chiar să îi convingă pe administratorii habitatelor că, lângă axa habitatelor, e mai potrivit un model care imită înotul peștelui prin apă, decât cel al unei păsări care zboară prin aer.

### Ne-au găsit!
Povestirea a apărut în numărul inaugural al revistei Omni, din noiembrie 1978.

### Bun gust
Povestirea a fost scrisă în ianuarie 1976 pentru o serie SF cu tiraj limitat inițiată de Alan Bechtold. Seria nu a mai apărut, iar povestirea a fost publicatăt în numărul din toamna anului 1977 al revistei Asimov's Science Fiction.
Chawker cel Mic se întoarce pe Gammer, unul dintre sateliții artificiali din jurul Lunii, a cărui societate este specializată în arome alimentare create artificial pe calculator. Chawker câștigă competiția de arome, dar acest lucru nu se datorează unei molecule create pe calculator, ci unui ingredient natural usturoiul, ceea ce provoacă revolta societății de pe Gammer.

### Cum s-a întâmplat
În luna iunie a anului 1978, Asimov s-a gândit să scrie o parodie a istoriei universale alcătuită dintr-o serie de episoade hazlii. Însă, exceptând primul episod, nu a reușit să mai scrie și altceva amuzant, așa încât a renunțat la proiect și a publicat respectivul episod în numărul din primăvara anului 1979 al revistei Asimov's Science Fiction Adventure Magazine.
Moise se decide să îi dicteze fratelui să Aaron Creația universului. Din păcate, cele 15,2 miliarde de ani pe care acesta le are în minte se dovedesc un interval prea mare pentru a putea fi cuprins în canitatea de papirus de care dispun cei doi, așa încât, în cele din urmă, Moise se vede nevoit să înghesuie întreaga Creație în șase zile.

### Ideile mor greu
Povestirea a fost scrisă la cererea editorului H. L. Gold și a apărut în numărul din octombrie 1957 al revistei Galaxy Science Fiction.
Textul relatează despre o călătorie pe Lună și a fost scrisă într-o vreme în care omenirea încă nici măcar nu lansase vreun satelit pe orbită. Așa se face că, după doar câțiva ani - odată cu lansarea pe orbită a primilor sateliți și cu aselenizarea - povestirea a devenit depășită.

### Punct de aprindere!
În afara carierei scriitoricești, Asimov era ținea și conferințe, ceea ce a făcut ca numele său să apară în anuarul agenților de conferențiari. Organizația care edita anuarul i-a cerut la un moment dat să scrie o povestire care să apară în carte, lucru pe care Asimov l-a făcut în 1981. Povestirea aparține seriei Multivac.

### Vine!
Asimov colabora cu Field Enterprises Inc., pentru care scria anual câte un eseu alcătuit din patru părți. Însă în anul 1978 a fost rugat să scrie o povestire SF în patru părți, lucru pe care autorul l-a făcut în timpul unei călătorii cu trenul spre California. Povestirea a apărut la începutul anului 1979.

### Cel din urmă răspuns
Povestirea a apărut pentru prima oară în numărul din ianuarie 1980 al revistei Analog Science Fiction and Fact, fiind reeditată ulterior în culegerea de față și în The Best Science Fiction of Isaac Asimov (1986) și Robot Dreams (1986).
Fizicianul ateu Murray Templeton moare în urma unui infarct și este întâmpinat de o ființă care deține cunoașterea infinită, Vocea. Conform spuselor acesteia, natura vieții de după moarte este un nod al forțelor electromagnetice și, deși lumea o consideră similară lui Dumnezeu, ea a creat universul pentru ca, după moarte, fiecare ființă să o poată delecta cu idei menite să o amuze. Pentru a scăpa de această eternitate care i se pare crudă, Templeton încearcă să se autodistrugă, lucru pe care Vocea îl împiedică fără efort. În cele din urmă, omul realizează că Vocea nu are cunoștință despre propria sa creație și, implicit, nici despre distrugerea ei și își stabilește ca scop găsirea celui din urmă răspuns: cum să distrugă Vocea.

### Ultima navetă
Povestirea a fost scrisă în onoarea primei navete "Columbia", al cărei prim zbor a avut loc în anul 1981. Ea a apărut în pe 10 aprilie 1981 în suplimentul Today al ziarului Gannett.

### Memorie interzisă
Povestirea, scrisă pentru un serial hollywoodian care nu a mai fost produs niciodată, a apărut pentru prima dată în numărul din februarie 1982 al revistei Isaac Asimov's Science Fiction Magazine, fiind reeditată în culegerea de față, precum și în Robot Dreams (1986).
John Heath, care lucrează la Quantum Pharmaceuticals, este nemulțumit de poziția sa de mijloc în cadrul companiei și în viață. În acest scop, se oferă voluntar pentru testarea unui drog nou care permite amintirea tuturor lucrurilor. Această abilitate îi permite lui John să urce pe scara companiei, șantajându-și superiorii, până când aceștia decid că este cazul să îi adminstreze antidotul. Tentativa lor este împiedicată de logodnica lui John, Susan, căreia îi promite că nu-și va mai folosi puterea pentru scopuri malefice.

### Nimic pentru nimic
Povestirea are la bază o idee a arheologului specializat în paleolitic Alexander Marshak, pe care acesta i-a împărtășit-o lui Asimov. Textul a fost publicat în numărul din februarie 1979 al revistei Isaac Asimov's Science Fiction Magazine.

### Noaptea muzicii
Asimov colabora cu revista Gallery, căreia îi furniza periodic povestiri cu mistere care formau o serie. Textul de față a fost respins de către editorul Eric Potter pentru că era fantasy și, după ce a operat modificările necesare pentru a nu mai semăna cu celelalte texte ale seriei, Asimov a publicat-o în numărul din aprilie 1982 al revistei The Magazine of Fantasy and Science Fiction. Ea a deschis drumul unei alte serii asimoviene, Azazel.

### Surâsul păgubaș
Aceasta este o altă povestire din seria drăcușorului Azazel și a fost publicată în numărul din noiembrie 1982 al revistei The Magazine of Fantasy and Science Fiction.

### Absolut sigur
Povestirea a apărut în numărul din vara anului 1977 al revistei Isaac Asimov's Science Fiction Magazine.
Jim Postul pariază că roka sa care se hrănește cu zahăr pudră poate învinge într-un concurs un elivierme care folosește fotosinteza. Pariul pus de el îi aduce o grămadă de bani, confirmând dictonul "Prost să fii, noroc să ai".

### Dintr-o privire
În februarie 1976, revista Seventeen i-a solicitat lui Asimov să scrie o povestire science fiction polițistă pe tema bicentenarului Statelor Unite. Textul scris de Asimov a fost respins și acesta, după ce l-a redus la jumătate din lungimea inițială, l-a publicat în numărul din februarie 1977 din Saturday Evening Post. În culegerea de față apare versiunea inițială integrală.

### Vântul schimbării
În cadrul unei antologii realizate de Asimov împreună cu Alice Laurance, Speculation, erau cuprinse texte al cărui autor nu era trecut în dreptul povestirii. Lista autorilor apărea la începutul antologiei, iar cititorii trebuiau să își dea seama care povestire aparține fiecăruia. Antologia a apărut în anul 1982.

## Traduceri în limba română
- 1996 - Vântul schimbării, Ed. Teora, Colecția SF nr. 17, 312 pag., ISBN 973-601-321-9
- 1999 - Vântul schimbării, Ed. Teora, Colecția SF nr. 17, 312 pag., ISBN 973-601-321-9